# Tachyempis calva
Tachyempis calva är en tvåvingeart som först beskrevs av Axel Leonard Melander 1910.  Tachyempis calva ingår i släktet Tachyempis och familjen puckeldansflugor. Inga underarter finns listade i Catalogue of Life.